# Cabanac-Cazaux
Cabanac-Cazaux (em occitano:  Cabanac e Casaus) é uma comuna francesa na região administrativa da Occitânia, no departamento do Alto Garona. Estende-se por uma área de 3.81 km², com 127 habitantes, segundo o censo de 2018, com uma densidade de 33 hab/km².